# Дуден (правописни речник)
Дуден (нем. Duden) је правописни речник немачког језика, којег је првобитно објавио Конрад Дуден 1880. године, а касније Библиографски институт. Дуден се редовно ажурира, а нова издања излазе на сваких четири или пет година. Заједно са правописним речником, издато је дванаест томова речника, од којих сваки покрива различите аспекте немачког језика, као што су позајмљенице, етимологија, изговор, синоними, итд.
Од краја 1955. до реформе немачког правописа, 1996. године, први том, Немачки правопис (нем. Die deutsche Rechtschreibung) био је нормативни извор за правила немачког правописа. Закључно са новембром 2020. године, актуелно је 28. издање речника, објављено 12. августа 2020. године.

## Историјат

### Почеци и Конрад Дуден
Први Дуден, под именом Schleizer Duden објавио је 1872. године Конрад Дуден, који је у то време био директор Гимназије у Шлајцу. Године 1880. објавио је Целокупни правописни речник немачког језика (нем. Vollständiges Orthographisches Wörterbuch der deutschen Sprache), који је исте године био проглашен за званичан извор правилног писања у пруској администрацији. Први Дуден садржао је 28000 уноса.

### Од 1901. до 1996.
Године 1902. Савезна скупштина је донела одлуку да Дуден постане нормативни речник немачког правописа, а ову одлуку су убрзо примениле Аустроугарска и Швајцарска. Након Другог светског рата, редакција и рад су били подељени на Источну и Западну Немачку, односно на редакцију у Лајпцигу и Манхајму.
У Западној Немачкој су 1950-их година поједине издавачке куће критиковале монопол Дудена над речницима који су садржали нешто другачија правописна решења. Као одговор на то, министри културе немачких савезних држава потврдили су Дуден као нормативни речник немачког правописа.
Године 1954. изашао је први Дуден у Манхајму, као реакција на источнонемачки Дуден, штампаног у Лајпцигу од 1951. године, а који је проглашен неважећим од стране Западне Немачке.
Штампање речника настављено је како у Манхајму, тако и у Лајпцигу, све до пада Берлинског зида, 1989. године. Од почетка штампања у раздвојеним редакцијама, 1951. (у Лајпцигу) и 1954. године (у Манхајму), све до првог заједничног издања, разлике у броју одредница ова два речника скоро није било, али их је било у самим одредницама.
Како се раздор ове две редакције продубљивао, источнонемачки Дуден, који је након рата национализован, је избацивао одреднице које нису биле политички подобне, док је западнонемачки свој фонд речи проширивао. Разлика између два Дудена највише се виде у лексичким уносима. Источнонемачки Дуден је укључивао и бројне позајмљенице из руског језика, нарочито на пољу политике, као што су Politbüro (Политбиро) и Sozialdemokratismus (социјалдемократија, са негативном конотацијом). Такође, новине у источнонемачком Дудену биле су и речи које су долазиле из руског језика из области пољопривреде и индустријске организације. Као последица продора речи руског порекла у лајпцишки правопис, источнонемачки Дуден стандардизовао је суфикс -ист.

### 20. издање (Einheitsduden, 1991)
Од посебног значаја је 20. издање Дудена, које је названо Дуден уједињења, издато 26. августа 1991. године. У изради овог издања поново су учествовале обе редакције, и манхајмска и лајпцишка. То је било последње издање пре реформе немачког правописа из 1996. године.

### 21. издање (Reformduden, 1996)
Реформом немачког правописа из 1996. године, монопол Дудена био је прекинут. Од тада су сама званична правописна правила призната као норма, а не Дуден (што је до тада био случај). Ово је значило да су и други речници, као што је на пример правописни речник Wahrig, једнако меродавни по питању немачког правописа као и Дуден. Овом издању Дуденовог правописног речника претходила је брошура са информацијама о новом немачком правопису из 1994. године, којом су широј јавности представљени закључци са Бечке правописне конференције, одржане новембра 1994. године. Две године касније, у 21. издању Дудена нова правописна решења била су означена црвеном бојом, а правила приложена као додатак. 

### 28. издање (2020)
Најновије издање Дудена, 28. издање, изашло је 12. августа 2020. године. У односу на претходно издање, избачено је 300 застарелих речи, али је додато и 3000 нових, међу којима су и англицизми, али и оне које се односе на пандемију ковида-19. Оно обједињује 148 хиљада речи и тиме је најбогатије издање по броју речи. 
У овом издању је по први пут објављен исечак о правилној употреби родно осетљивог језика који обухвата три стране, са прегледом најважнијих средстава за изражавање родно осетљивог језика, али се наглашава и употреба звездице у назначавању припадника оба пола у множинама речи, као на пример Schüler*innen. Овај исечак је такође доступан и на званичном сајту Дудена.   
Са издањем сваког новог правописа, редакција уједно објављује и својеврстан речник оних речи које су избачене из најновијег издања под називом Оно чега више нема у Дудену (Was nicht mehr im Duden steht).

## Друге публикације
Поред своје главне публикације Дудена као правописног речника, редакција такође објављује и друге публикације, које као тему имају различите области. Неке од њих су, између осталих, Речник стручних медицинских израза (Wörterbuch medizinischer Fachausdrücke), али и:   

### Велики речник немачког језика (Das große Wörterbuch der deutschen Sprache, 1976)
Од 1976. године објављује се вишетомни речник немачког језика под називом Дуден, велики речник немачког језика. Прво издање је објављено у шест томова између 1976. и 1981. додине. Новија издања су излазила у осам (1993-1995) и десет томова (1999). Од тада се издања овог речника објављују у виду компјутерског програма на компакт-дисковима. 

### Универзални речник немачког језика (Deutsches Universalwörterbuch, 1983)
Од 1983. године објављује се једнотомни речник немачког језика под називом Дуден, универзани речник немачког језика. Седишта редакција овог речника су у Манхајму, Лајпцигу, Бечу и Цириху. До сада је објављено девет издања, од којих је последње прерађено и допуњено 2019. године.

### Компјутерски програми (2003)
Од 2003. године, Дуден се нуди и као електронски речник у оквиру софтвера Duden-Bibliothek, за оперативне системе Linux, Mac OS и Windows. Уз 23. издање објављени су и додаци са помоћи при изговору компликованих речи.
Са Duden-Rechtschreibprüfung понуђен је додатак за правописну, стилску и граматичку коректуру текстова програмима за обраду текста, као што су Microsoft Office, LibreOffice/OpenOffice, Adobe InDesign, Papyrus Autor и TextMaker. 

### Дуден онлајн (Duden online, 2011)
Од 2. маја 2011. године у понуди је и бесплатна онлајн претрага садржаја Дуденовог речника немачког језика. Одлука о укидању претходне наплате коришћења ове услуге образложена је тиме што су у то време већ постојале бесплатне конкурентне услуге, као што су били речник Pons-a, canoonet и Wiktionary. Закључно са 2019. годином, онлајн речник обухватао је преко 236 хиљада уноса. 

### Дуден у дванаест томова (Duden in zwölf Bänden, 2017)
Поред правописног речника, Библиографски институт издаје и различите стручне речнике, као и граматику. Закључно са 2017. годином, ова колекција обухвата дванаест томова, којима су покривени различити аспекти немачког језика:
| том | име                       | оригинално име                                | издање | година издања |
| --- | ------------------------- | --------------------------------------------- | ------ | ------------- |
| 1.  | Немачки правопис          | Die deutsche Rechtschreibung                  | 28.    | 2020.         |
| 2.  | Стилски речник            | Das Stilwörterbuch                            | 10.    | 2017.         |
| 3.  | Сликовни речник           | Das Bildwörterbuch                            | 7.     | 2018.         |
| 4.  | Граматика                 | Die Grammatik                                 | 9.     | 2016.         |
| 5.  | Речник страних речи       | Das Fremdwörterbuch                           | 12.    | 2020.         |
| 6.  | Изговорни речник          | Das Aussprachewörterbuch                      | 7.     | 2015.         |
| 7.  | Етимолошки речник         | Das Herkunftswörterbuch                       | 6.     | 2020.         |
| 8.  | Речник синонима           | Das Synonymwörterbuch                         | 7.     | 2019.         |
| 9.  | Речник језичких недоумица | Das Wörterbuch der sprachlichen Zweifelsfälle | 8.     | 2016.         |
| 10. | Речник значења            | Das Bedeutungswörterbuch                      | 5.     | 2018.         |
| 11. | Речник идиома             | Redewendungen                                 | 5.     | 2020.         |
| 12. | Цитати и изреке           | Zitate und Aussprüche                         | 5.     | 2019.         |